# Orsolya Vérten
Orsolya Vérten (ur. 22 lipca 1982 roku w Budapeszcie) – węgierska piłkarka ręczna, reprezentantka kraju. Po 10 sezonach spędzonych w węgierskim Győri ETO KC, od sezonu 2012/13 Orsolya występuje w Ferencvárosi TC. Gra na pozycji lewoskrzydłowej. Brązowa medalistka mistrzostw Świata 2005. Brązowa medalistka mistrzostw Europy 2012.

## Sukcesy

### Reprezentacyjne

#### Mistrzostwa Świata
- (2005)

#### Mistrzostwa Europy
- (2012)

### Klubowe

#### Mistrzostwo Węgier
- (2005, 2006, 2008, 2009, 2010, 2011, 2012)
- (2004, 2007)
- (2002, 2003)

#### Puchar Węgier
- (2005, 2006, 2007, 2008, 2009, 2010, 2011, 2012)

#### Puchar EHF
- (2002, 2004, 2005)

#### Liga Mistrzyń
- (2009, 2012)

## Nagrody indywidualne
- 2008 - najlepsza lewoskrzydłowa Igrzysk Olimpijskich w Pekinie.

## Wyróżnienia
- 2008, 2009 - najlepsza szczypiornistka roku na Węgrzech.